# Machimus albibarbis
Machimus albibarbis là một loài ruồi trong họ Asilidae. Machimus albibarbis được Macquart miêu tả năm 1849.